# Чупино (Маслянинский район)
Чупино — деревня в Маслянинском районе Новосибирской области. Входит в состав Бажинского сельского совета.

## Географическое положение
Находится в 8 километрах к северу от районного центра — посёлка городского типа Маслянино, на реке Бердь, между реками Изырак и Мостовка. На противоположном берегу Берди расположено село Пайвино.

## Население
| 2002 | 2007 | 2010 |
| ---- | ---- | ---- |
| 675  | ↗685 | ↘579 |

## Транспорт
К деревне с юга подходит асфальтированная дорога, связывающая её с районным центром. Имеется регулярное автобусное сообщение с Маслянино.

## Известные жители и уроженцы
- Фофанов, Владимир Иосифович (род. 1922) — Герой Социалистического Труда.